# 野槌

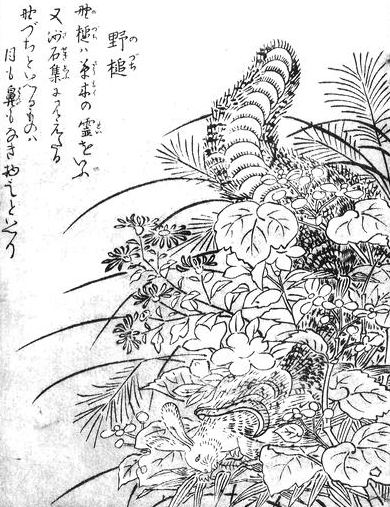
野槌正在吃兔子
《今昔畫圖續百鬼》，鳥山石燕繪

野槌（のづち）是日本傳說中的妖怪，其名稱有「山野精靈（野つ霊）」之意。
野槌像蛇一樣細長，直徑約15公分，体長約1公尺，但是頭的部份只有一張大嘴，沒有眼睛，也沒有鼻子，類似蚯蚓，也像一把沒有握柄的槌子。棲於深山林野，傳說會吃人。
不過據奈良時代成書的《古事記》和《日本書紀》中的描述，野槌是住在深山的的精靈，不是妖怪，所以應該是在以訛傳訛之下才逐漸被當成妖怪。
在鳥山石燕所繪的《今昔畫圖續百鬼》中，野槌被繪成全身毛絨絨的樣子。